# ショーモン条約
ショーモン条約（ショーモンじょうやく、英語: Treaty of Chaumont）は、1814年3月1日に締結された、オーストリア帝国、プロイセン王国、ロシア帝国、イギリスの間の条約。条約の署名は3月9日または19日に各国別々で行われた。 条約の目的はフランスが第六次対仏大同盟の和平の条件を拒否した場合、同盟の結束を強めることであった。署名した4か国は15万の兵士の供出、および（フランスの侵攻に対し）ヨーロッパの和平を20年間維持することを約束した。

## 条約締結まで
1814年2月末まで交渉した後、オーストリア、プロイセン、ロシア、イギリスは3月1日にフランスのショーモンで再び会見した。会見の結果、ショーモン条約は9日か19日にアレクサンドル1世、フランツ2世（メッテルニヒ代表）、フリードリヒ・ヴィルヘルム3世、イギリス外相カスルリー子爵により署名された。条約はナポレオンに侵攻の放棄を呼びかけ、フランスを革命前の境界に戻す代わりに停戦を約束した。ナポレオンが拒否した場合は戦争を継続する。次の日にナポレオンは条約を拒否したため講和の機会が失われた。

## 内容
ショーモン条約の決定は1814年から1815年にかけてのウィーン会議で再確認された。条約はカスルリー子爵が各国に資金援助をして軍を戦場に留まらせたため彼の影響力が大きくなり、彼が条約を起草した。条約の内容はドイツ連邦の成立、スペイン・ブルボン朝の復活、ネーデルラントを拡大して現代のベルギーにあたる領土を組み入れる、というものであった。ショーモン条約はその後数十年間のヨーロッパ同盟の土台となった。